# Тадеуш Жувала
Тадеуш Ян Жувала (пол. Tadeusz Jan Żuwała; нар. 3 червня 1913, Краків — пом. 8 червня 1990, Краків) — польський футболіст, півзахисник, тренер, під час Другої світової війни вояк Союзу збройної боротьби та Армії Крайової.

## Життєпис
Вихованець «Дабскі» (Краків), за який виступав у 1928–1931 роках. Потім виступав за «Чарні» (Краків) (1931–1934) та «Лехію» (Львів) (1935–1936). У сезоні 1937 року перебрався до першолігової «Краковії», з якою здобув титул чемпіона Польщі. Дебютував за команду 2 травня 1937 року в переможному (5:1) поєдинку проти львівської «Погоні». Після закінчення сезону став гравцем «Сокула» (Мелець) (1937–1938), звідки перейшов до «Юнака» (Дрогобич) (1938–1939). Під час Другої світової війни брав участь у підпільних змаганнях у футболці «Краковії» та був вояком Союзу збройної боротьби та Армії Крайової. Мав прізвисько «Резула». 8 травня 1944 року брав участь з підрозділом Армії Крайової «Жельбет» у боях за оборону складу зброї в Леге. Після окупації рік грав у рідному «Дабскі» (Краків), а потім виступав у «ТУР Лен» (Каменна Гура) (1946–1948). У 1948 році ув'язнений Управлінням безпеки на 6 років. Після завершення футбольної кар'єри працював тренером і в той час очолював «Партизант» (Лагішув), «Ресовію» та «Чарні» (Краків).